# Христо Смирненски
Христо Смирненски (Кукуш, 17. септембар 1898 — Софија, 18. јун 1923), право име Христо Измирлиев, био је бугарски песник и прозни писац који се придружио Бугарској комунистичкој партији и чији су радови заговарали социјалистичке идеале у хуманом стилу. Умро је у доби од 25 година, остављајући добро осмишљено радно дело произведено у зрелој каријери од само три године.

## Детињство, младост
Рођен је Христо Измирлиев, 1898. године, у Кукушу у Македонији (данас Килкис, Грчка), који је имао милитантне традиције и предузетничко становништво. Према Туше Даливанову, блиском рођаку и другом писцу, Христо је био из сиромашне породице; Христов отац, Димитар Измирлиев, био је важан човек коме су се дивили у Кукушу пре него што су политичка неслагања са грчким властима због његових социјалистичких погледа резултирала затвором.
Дана 8. октобра 1912. године, када је Смирненски имао 14 година, почео је Први балкански рат, а бугарске трупе су напустиле Кукуш. После победе балканских савезника дошло је до неслагања и избио је Други балкански рат. Након напада, грчки војници су спалили Кукуш; и породица Измирлиев, са хиљадама других избеглица, отишла је у Софију. Упркос сиромаштву у коме су се нашли Димитар Измирлиев и његова супруга су се побринули да се њихова деца школују. Христо је похађао техничку школу, а његов млађи брат Анастас је помогао породици продајом новина.
Христо Смирненски је своју књижевност дебитовао 1915. године током своје друге године на колеџу, у сатиричком листу К'во да е. Прво се назвао "Смирненски" у часопису Смиах и салзи (Смех и сузе). Упркос својој младости, Хирсто је ускоро постао један од најтраженијих и популарних писаца тог времена. 1917. први пут је користио псеудоним Смирненски.
Као студент у техничкој школи наставио је да ради у колонијалној радњи. Током овог периода започео је Први светски рат. У мају 1917. године Христо је постао кадет у Војној школи, а из своје касарне наставио је да пише свакодневно и објављује хумористичке публикације. Крајем 1917. избила је Октобарска револуција. Школски карантин је наметнут како би ученици били под утјецајем комунистичких идеја. У априлу 1918. године Христо је издао своју прву колекцију песама Разнокалибрени ваздишки в стихове и прозу (Раѕнолики уѕдаси у поеѕији и проѕи). Колекција је била духовите природе; касније ју је сам критиковао као аутор.
Године 1918. побуна војника против краља Фердинанда снажно је утицала на његов концептуални развој. Смирненски је био сведок крвавог сукоба у близини фабрике шећера у Софији. Ужаснут због окрутности са којом је влада победила побуњенике, напустио је Војну школу у новембру; а његов отац је био присиљен да исплати надокнаду.

## Средње године
Након уласка у грађански живот, Смирненски је постао члан уредничког листа "Бугарин", популарних новина, али је живео од посла службеника, репортера, благајника, уредника и лектора.
Период од 1919. до 1920. био је буран у Софији. У новембру 1919. Смирненски је објављен у недељном књижевном часопису Комунистичке партије Црвени Смех. Његов хумор постао је друштвено прихватљив. Учествовао је на демонстрацијама и скуповима за узроке као што је тражење амнестије за осуђене војнике и побољшање материјалног стања радника. Постепено, његова друштвена припадност постала је кључни фактор у његовим идеолошким погледима и постао је борац за пролетаријат. У пролеће 1920. постао је члан Комунистичке омладинске лиге, а 1921. Бугарске комунистичке партије.
Године 1920, била је прекретница у креативном путу Смирненског. Комунисти су видели своје раније креативне потезе као манифестације "декадентне" симболике песничких достигнућа. Према социјалистичкој књижевној критици, његова прва стварна песма била је "Први мај", који је објављен у Мјском Дану издању Црвеног смеха. Смирненски је објавио серију песама на страницама Црвеног Смеха: "Нее" (26. јуна 1920), "Црвене групе" (3. септембра 1920), "Улица" и "Сутра" (24. септембар 1920) Сигнал Новог Дана "(15. октобра 1920)," Поларна Светлост "(29. октобар 1920)," У олуји "(6. јануара 1921)," Бурда у Берлину "(13. јануара 1921) Јохан "(27. јануара 1921) и други. Неколико десетина његових радова, које представљају његову нову естетску перспективу, објављене су у Црвеном смеху и издању часописа Воркерс новина.
Крајем фебруара 1922. године, страначки издавач, Удружење општих радника "Ослобађање", штампао је другу и последњу збирку поезије објављену током његовог живота - Бити дан! Прво штампање од 1500 копија је брзо продато. Неколико месеци касније кооперативна "Либерација" издала је друго издање. Кроз овај рад Смирненски је постао познат као талентовани песник с јасном и добро разграниченом индивидуалношћу - уметником чији је рад био друштвено ангажован, који се посматрао као модел за нову друштвену и естетску класу, а чији је рад модел бугарске књижевности у другој деценији 20. века. Са новом књигом, Смирненски је превазишао пуку политичку и идеолошку посвећеност и показао несебично и срдачно човечанство, сан о срећи човечанства, у својој креативној филозофији. Овде је Смирненски био најживљи. Смирненски је својим радовима инспирисао милионе људи да устану против социјалне неправде. Са јединственим лирским стилом, Смирненски пева жудећи за срећом и вечном љубављу према људима, филозофски су сумирани у "Сигнал новог дана" - "Каква божанска срећа је бити човек".

## Смрт и наслеђе
Његов неуморни рад и лишавања поткопали су здравље 25-годишњег песника и умро 18. јуна 1923. године од туберкулозе. Пратио је политичке догађаје и задржао своју веру, оптимизам и смисао за хумор до последњег даха.
Упркос својој раној смрти, Смирненски је познат као веома продуктиван писац. У осам кратких година своје плодне каријере написао је хиљаде комада поезије и прозе у различитим жанровима користећи више од 70 псеудонема. Једно од последњих издања његових прикупљених радова састоји се од осам књига. Био је похваљен од стране политичких књижевних критичара који су се залагали за социјалистичке идеале у својим радовима, а од стране савремених конзервативних књижевних кругова као аутора "Примењене поезије".
Смирненски је био изузетан песник: његова поезија је енергична, а његови текстови имају конфесионални карактер. Његов изузетан хумор и вера у живот, заједно са својим хуманизмом, стварају се у најбољем облику. Најкарактеристичнији од њих изазивају свечано осећање за потребом промена у свету, огорченост оштре стварности и спремност да се боре за промене.
Његови радови и данас су релевантни и предмет су јавне расправе (нпр. "Прича о мердевинама") и онлајн претраживања књижевне критике. Упркос томе што је потцењен, он је инспирација за милионе и заслужује да буде почаствован као један.
Смирненска Тачка на Роберт острву Роберт, Јужна Шетландска острва, добила је име по Христу Смирненски.